# Col de Manse

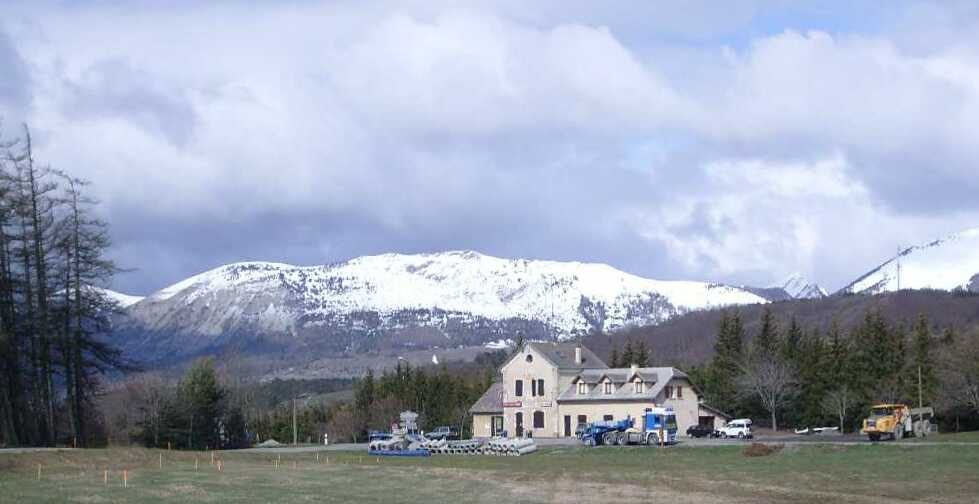
Col de Manse i "schronisko Napoleona" (widok od wschodu)

Col de Manse (1269 m n.p.m.) – przełęcz w Alpach Zachodnich we Francji, w grzbiecie wododziałowym rozdzielającym dorzecza Isère (na północy) i Durance (na południu). Znajduje się 10 km na północny wschód od Gap i ok. 90 km na południe od Grenoble.

## Położenie
Przełęcz znajduje się na wschodnim skraju rozległego obniżenia grzbietu, łączącego południowe krańce masywu Écrins (na północnym wschodzie) i masywu Dévoluy (na zachodzie), w osi linii rozdzielającej krystaliczne masywy centralne od wapiennych Prealp, wytyczonej przez dolinę rzeki Drac. Od strony wschodniej nad przełęczą wznosi się obła, bezleśna góra Puy de Manse (1636 m n.p.m.), z widocznym od strony przełęczy potężnym osuwiskiem. Po stronie zachodniej szeroki grzbiet tworzy nieznacznie pofalowane plateau, zwane Plateau de Bayard, ograniczone od zachodu przez drugą przełęcz, Col Bayard (1248 m n.p.m.).
Biorąc pod uwagę, że granicę między grupami górskimi Écrins i Dévoluy wyznacza Col Bayard, nasza Col de Manse znajduje się jeszcze formalnie na terenie grupy Écrins.
Łagodne formy rzeźby szerokiego siodła przełęczy i całego plateau Bayard są wynikiem działania lodowców dwóch kolejnych stadiałów zlodowacenia północnopolskiego.

## Pochodzenie nazwy
Nazwa przełęczy pochodzi od nazwy przysiółka Manse, położonego u północnych podnóży przełęczy, a będącego osiedlem wsi Forest-Saint-Julien.

## Znaczenie komunikacyjne
Col de Manse pełniła swą rolę połączenia między położonym w dolinie Durance Embrun a położonym w dolnym biegu rzeki Drac Grenoble prawdopodobnie już w czasach rzymskich. Wprawdzie nie odnaleziono tu śladów rzymskich budowli drogowych, jednak gęsta sieć podchodzących pod przełęcz dróg i lokalna tradycja mogą świadczyć, że był to zawsze główny punkt przekraczania wododziału między dorzeczem Durance na południu a dorzeczem Drac (region Champsaur) na północy.
Obecnie przez przełęcz przechodzi droga departamentalna nr 944 (Gap – Orcières), od której tuż za przełęczą odgałęzia się w prawo droga departamentalna nr 14 do la Bâtie-Neuve i droga departamentalna nr 13 do Ancelle, a następnie w lewo dalszy ciąg drogi departamentalnej nr 14 w kierunku dolnego Champsaur (do drogi RN 85).
Pomimo że zimą warunki na przełęczy są dosyć trudne, a porywiste wiatry nawiewają często sporo śniegu na drogi, przełęcz nigdy nie jest zamykana na sezon zimowy.

## Schronisko Napoleona
Na przełęczy znajduje się kamienny, odrestaurowany budynek dawnego „schroniska Napoleona” (fr. le refuge de Napoléon) – przydrożnego zajazdu, zbudowanego w celu zapewnienia podróżnym schronienia w przypadku nagłego załamania pogody. Schronisko to, jedno z sześciu zbudowanych w tym regionie na mocy osobistej dotacji Napoleona Bonapartego, wzniesione zostało kosztem 5600 franków dopiero w 1858 r.